# Paul Enquist
Paul Enquist (Seattle, 13 dicembre 1955) è un ex canottiere statunitense.

## Palmarès

### Olimpiadi
- 1 medaglia:
  - 1 oro (Los Angeles 1984 nel due di coppia)